# Gramofonska plošča
Gramofonska plošča (tudi fonografska plošča, vinilna plošča ali preprosto plošča) je analogni nosilec zvoka okroglo-ploščate oblike, namenjen predvajanju z gramofonom. V njej je odtisnjen spiralni utor, ki se začenja na periferni strani in končuje v središču plošče. Gramofonske plošče so bile prvi tehnični izdelek, namenjen reprodukciji glasbe za osebne potrebe. V množični uporabi so bile večino 20. stoletja. Ob začetkih proizvodnje, leta 1900, so bile zamenjava za fonografske cilindre, njihova priljubljenost pa je upadla konec 1980. let 20. stoletja, ko so na trg prišli digitalni zvočni mediji. Kljub temu jih tudi v tretjem tisočletju še vedno izdelujejo, z njimi pa trgujejo predvsem avdiofili.
Izraz LP (»long play«) ali velika plošča se nanaša na plošče, pri katerih lahko posnetek izvirnega zvoka poslušamo pri 33 obratih plošče v minuti (LP 33 rpm oziroma 33 1/3 rpm; angleško: »revolutions per minute« = obratov na minuto). Druge oznake – 16 rpm, 45 rpm in 78 rpm – se nanašajo na drugačne hitrosti in nimajo oznake »LP«. Pred letom 1950 so bile plošče izdelane iz šelaka, pozneje pa so bile večinoma polivinilkloridne, zato se imenujejo tudi vinilna plošča ali vinilka.